# Julia Michelón
Julia Michelón (Buenos Aires, 28 de septiembre de 1978) es una locutora nacional, actriz y profesora de Comunicación Social (UBA).

## Formación profesional[1]
- Estudió doblaje con Carlos Romero Franco y con Luis Otero.[2]
- 2000-2004: Actuación, con los profesores Cora Roca, Elvira Vicario y Walter Rosenzwit, en el Teatro Municipal General San Martín.
- 2003-2006: locutora nacional (nivel terciario), en el instituto ISER.
- 2005-2009: Entrenamiento para actores, con el actor Héctor Bidonde (1937-), en Teatro Paternal (Buenos Aires).
- 2005-2010: Profesorado en Ciencias de la Comunicación, Facultad de Ciencias Sociales de la UBA (Universidad de Buenos Aires).
- 2006: curso de doblaje y castellano neutro, en Iberoamericana, con los profesores Alejandro Guevara y Martín Pugliese (Buenos Aires).
- 2007: Actuación en acento neutro, con Néstor Zacco, Estudios Pampa
- 2007-2008: Nivel avanzado de danza jazz, con la profesora Ana Azcurra, en el instituto María Goya.
- 2009: Seminario de melodrama con el profesor Marcelo Savignone (Teatro Belisario).
- 2010: técnicas de canto, con la profesora Laila Straimel.
- 2011-: técnicas de canto, con los profesores Osvaldo Palau y Aníbal Gulluni.
- 2011: Entrenamiento de clown con el profesor Pablo de Nito (La Gaya Teatro).

## Trabajos[1]

### Locutora
- 1999-2000: coordinación de aire, en Radio Uno FM, Buenos Aires
- 2003-2004: producción y locución en Radio América (AM 1190), de Buenos Aires.
- 2007 a la actualidad: Mega 98.3 (Buenos Aires), locución, conducción, coconducción, columnista de rock.
- 2013 / 2017 Megamaraton, sábados y domingos (suplencias).
- 2007: La banda ancha con Gerardo Rozín, de lunes a viernes de 00 a 02 h. – 2007
- 2008: La banda ancha con Gerardo Rozín, de lunes a viernes de 12 a 15 h.
- 2008: Música de espera (largometraje), dirigida por Hernán Goldfrid; locuciones en off, Burman Ducovsky Producciones.
- 2009: Mejor imposible, con Gerardo Rozín, de lunes a viernes de 6:00 a 9:00 h.
- 2010: Dale, con Diego Ripoll, lunes a viernes de 14:00 a 17:00 h.
- 2010 (abril): «Educación sexual integral», spot institucional del Ministerio de Educación de la Nación.
- 2011: Ojos bien abiertos, con el Chavo Fucks, lunes a viernes de 6:00 a 9:00 h.
- 2011 (julio/diciembre): Educ.ar, Argentina virtual, recorridos virtuales de edificios públicos, Ministerio de Educación de la Nación. Locución institucional.
- 2013 /2014 FM 89.90 Radio City (ex FM La Isla y actual Radio con Vos)
- La mañana, en radio Mega 98.3, de 6:00 a 11:00.[3]
- 2017 / Locutora Institucional de Canal A24

### Actriz

#### Teatro
- 2009: El inspector, de Nikolái Gógol, dirigida por Héctor Bidonde, en el Teatro Paternal.

#### Publicidad
- 2012 (mayo): "Banco Macro" - Campaña "Frascos" - Protagónico, Palermo Films, agencia El puente.
- 2011 (julio): Supermercados Día %, coprotagónico, Tamango Films SA, agencia Red Artística.
- 2007 (julio): Exquisita (tortas), televisión abierta y cable, productora Blue.
- 2007 (mayo): La Serenísima, queso port salut, televisión abierta y cable, productora Hipnosis.
- 2008 (enero): Raid (insecticidas), televisión abierta y cable nacional e internacional.
- 2008 (octubre): Downi, Fotomatic, Agencia Grey, Productora Avracadavra.

#### Televisión
- 2007: Patito feo, por Canal 13 (Buenos Aires).
- 2007: Amor mío (telenovela), México.